# República Democrática del Congo en los Juegos Olímpicos de Pekín 2008
La República Democrática del Congo estuvo representada en los Juegos Olímpicos de Pekín 2008 por cinco deportistas, cuatro hombres y una mujer, que compitieron en cuatro deportes.
La portadora de la bandera en la ceremonia de apertura fue la atleta Franka Magali. El equipo olímpico congoleño no obtuvo ninguna medalla en estos Juegos.